# Askims och Sävedals häraders valkrets
Askims och Sävedals häraders valkrets var en egen valkrets med ett mandat vid riksdagsvalen till andra kammaren 1884–1905. Valkretsen, som omfattade Askims och Sävedals härader, avskaffades vid riksdagsvalet 1908 då Askim fördes till Askims samt Västra och Östra Hisings häraders valkrets medan Sävedal bildade Sävedals härads valkrets. 

## Riksdagsmän
- William Gibson, lmp (1885–första riksmötet 1887)
- Magnus Lagerberg (andra riksmötet 1887)
- William Gibson, nya lmp 1889–1890 (1888–1890)
- Wilhelm Lyckholm, nya lmp (1891–1892)
- Emil Baaz, nya lmp 1893–1894, lmp 1895–1899 (1893–1899)
- Melcher Lyckholm, lmp (1900–1908)